# Микеркин, Иван Никонорович
Ива́н Никоно́рович Мике́ркин (1898, Нижние Шелаболки, Козьмодемьянский уезд, Российская империя — 1 марта 1943, действующий фронт) — советский государственный и хозяйственный деятель. Член ВКП(б) с 1939 года. Депутат Верховного Совета СССР 1-го созыва (с 1937). Делегат 8-го Всесоюзного (1936) и 17-го Всероссийского (1937) чрезвычайных съездов Советов. Участник Великой Отечественной войны.

## Биография
Родился в 1898 году в деревне Нижние Шелаболки ныне Горномарийского района Марий Эл в крестьянской семье. 
Работал в Козьмодемьянском питомнике, служил в армии, в 1932 году вступил в колхоз. С 1934 года — председатель колхоза «Аврора» д. Нижние Шелаболки Горномарийского района. При нём хозяйство стало одним из передовых в Марийской автономной области.
Избирался делегатом 3-х чрезвычайных съездов Советов: 8-го Всесоюзного (1936), 17-го Всероссийского, 11-го Марийского (1937).
С 1937 года был депутатом Верховного Совета СССР 1-го созыва. Член редакционной комиссии по подготовке проекта Конституции СССР 1936 года.
До ухода на фронт работал председателем Горномарийского районного исполкома Марийской АССР. Награждён Почётной грамотой Президиума Верховного Совета Марийской АССР.
В сентябре 1942 года добровольцем ушёл на фронт. Участник Великой Отечественной войны: заведующий складом 846 стрелкового полка 267 стрелковой дивизии, сержант. Умер от ран после одного из боёв, похоронен у д. Андреевка Балаклейского района Харьковской области Украинской ССР.

## Награды
- Почётная грамота Президиума Верховного Совета Марийской АССР (1941)[1]

## Память
- Имя участника Великой Отечественной войны И. Н. Микеркина увековечено на мемориальной плите памятника Неизвестному солдату в д. Андреевка Балаклейского района Харьковской области Украины.
- В 1965 году в деревне Нижние Шелаболки Горномарийского района Марийской АССР был установлен памятный обелиск погибшим в годы Великой Отечественной войны землякам, где значится и имя председателя местного колхоза «Аврора» и депутата Верховного Совета СССР И. Н. Микеркина[2].